# قلاديمة
قلاديمة قرية تابعة لمجلس ريفي شمال الفنوج سابقا ، وحاليا ريفي محلية السوكي ولاية سنار بالسودان .

## سبب التسمية
يعود لمؤسسها   قلاديمة في أواخر القرن التاسع عشر. وتعرضت قريته للحرق من قبل المفتش البريطاني ، بسبب الوشاة ، في عام 1925 عقب تأسيس خزان سنار ، قبل أن يتراجع  الحكم الثانيالإنجليز]] في قرارهم ويعيدوا تسجيل الأراضي بإسمه ، بعد علمهم بالحقيقة .

## الموقع
على ضفة النيل الأزرق الشرقية

### المساحة
مساحتها حوالي 3 كلمترات مربعة. ويعمل معظم السكان بالزراعة .